# North Carolina
För andra betydelser, se North Carolina (olika betydelser).
North Carolina (äldre svenska: Nordkarolina eller Nord-Carolina) är en delstat i sydöstra USA. Delstaten var en av de tretton kolonier som bröt sig ut ur det brittiska imperiet i samband med den amerikanska revolutionen. Kolonin hette ursprungligen Carolina-provinsen (Province of Carolina) och var den andra brittiska kolonin i Amerika. North Carolina var en del av Amerikas konfedererade stater under det amerikanska inbördeskriget. En annan viktig historisk händelse som ägt rum i staten är bröderna Wrights flygning i Kitty Hawk 1903.
Huvudstad är Raleigh och största stad är Charlotte.

## Geografi
North Carolina gränsar söder till South Carolina, i sydväst till Georgia, i väst till Tennessee, i norr till Virginia och i öster till Atlanten.
Delstaten delas in i tre geografiska områden. Vid atlantkusten kallas området the Atlantic Coastal Plain, vilket upptar 35% av North Carolinas yta. Området är platt och det finns gott om sandbankar. Längre inåt landet kallas landskapet The Piedmont (35% av ytan), som är en högplatå där de flesta av delstatens städer finns. Namnet Piedmont kommer från den italienska regionen Piemonte, som betyder vid foten av bergen och anspelar på dess karaktäristiska geografiska läge - en slätt omgiven av berg. 
I väster reser sig bergskedjan Appalacherna, som utgör den tredje regionen, där North Carolinas högsta topp, Mount Mitchell (2040 m), är belägen. Toppen är för övrigt den högsta amerikanska bergstoppen öster om Mississippifloden. I Appalachernas storslagna natur ligger Great Smoky Mountains nationalpark, vars ena hälft ligger i Tennessee.

## Klimat
Vid kusten påverkas klimatet av Atlanten, vilket innebär milda vintrar och relativt varma somrar, då temperaturen stadigt ligger kring 30 °C. På vintrarna har kusterna det mildaste klimatet i delstaten, med en medeltemperatur under dagtid på cirka 4 °C.
Längre inåt landet blir somrarna varmare och vintrarna kallare. Medeltemperaturen på sommaren är cirka 32 °C, jämfört med 30 °C i kustområdena. De få gånger temperaturen överstiger 37 °C inträffar det ofta omkring Fayetteville.
Klimatet i de östra och centrala delarna av delstaten liknar det i Georgia och South Carolina, medan bergsområdena i Appalacherna ter sig som det i Mellanvästern och New England. Temperaturen i bergen överstiger sällan 25 °C på sommaren och temperaturer på -10 °C under vintern är inte ovanliga. Det snöar betydligt mer i bergsregionen, cirka 36–51 centimeter snö per år, jämfört med 7–20 centimeter i de centrala delarna av delstaten och ingen snö alls i de södra delarna.

## Historia
North Carolina var från början hemvist för ett flertal indianstammar, bland dem den betydelsefulla cherokee-stammen. Men liksom på andra håll i Nordamerika dog enorma mängder indianer när européerna koloniserade området. Sjukdomar och död i striderna mellan indianer och européer var de vanligaste dödsorsakerna. Många indianer fick också fly inåt landet där européerna ännu inte hade samma kontroll.
North Carolina var den andra amerikanska kolonin som koloniserades (efter Virginia). Engelsmannen Walter Raleigh var aktiv i kolonisationen av Nordamerika och i synnerhet av North Carolina. Delstatens huvudstad bär för övrigt hans namn. Det första amerikanskfödda (med engelska föräldrar) barnet fött i Nordamerika var Virginia Dare, som föddes i North Carolina 1587.
De första permanenta invånarna var brittiska emigranter som kom från Virginia. Inflyttningen ökade snabbt, och 1663 fick North Carolina sin första fullskaliga brittiska bosättning. Vid den tiden började namnet "Carolina" användas som benämning på området, till minne av den framlidne brittiske kungen Karl I.

## Större städer

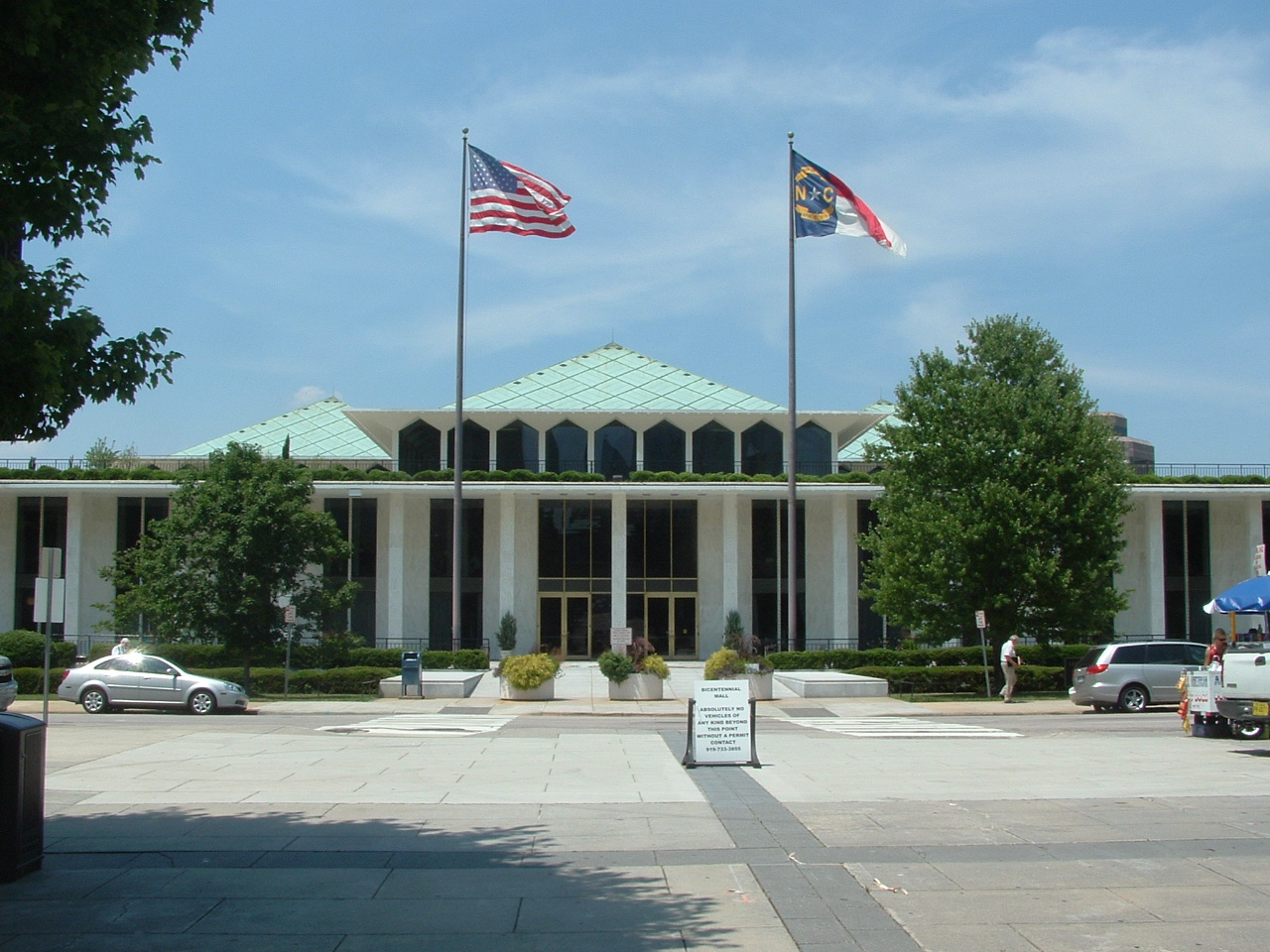
North Carolina Legislative Building i Raleigh är säte för North Carolinas generalförsamling.

De tio största städerna i North Carolina (2007). 
- Charlotte – 671 588
- Raleigh – 375 806
- Greensboro – 247 183
- Durham – 217 847
- Winston-Salem – 215 348
- Fayetteville – 171 853
- Cary – 121 796
- Wilmington – 99 623
- High Point – 85 839
- Greenville – 76 058

## Sport

### Professionella lag i de högsta ligorna

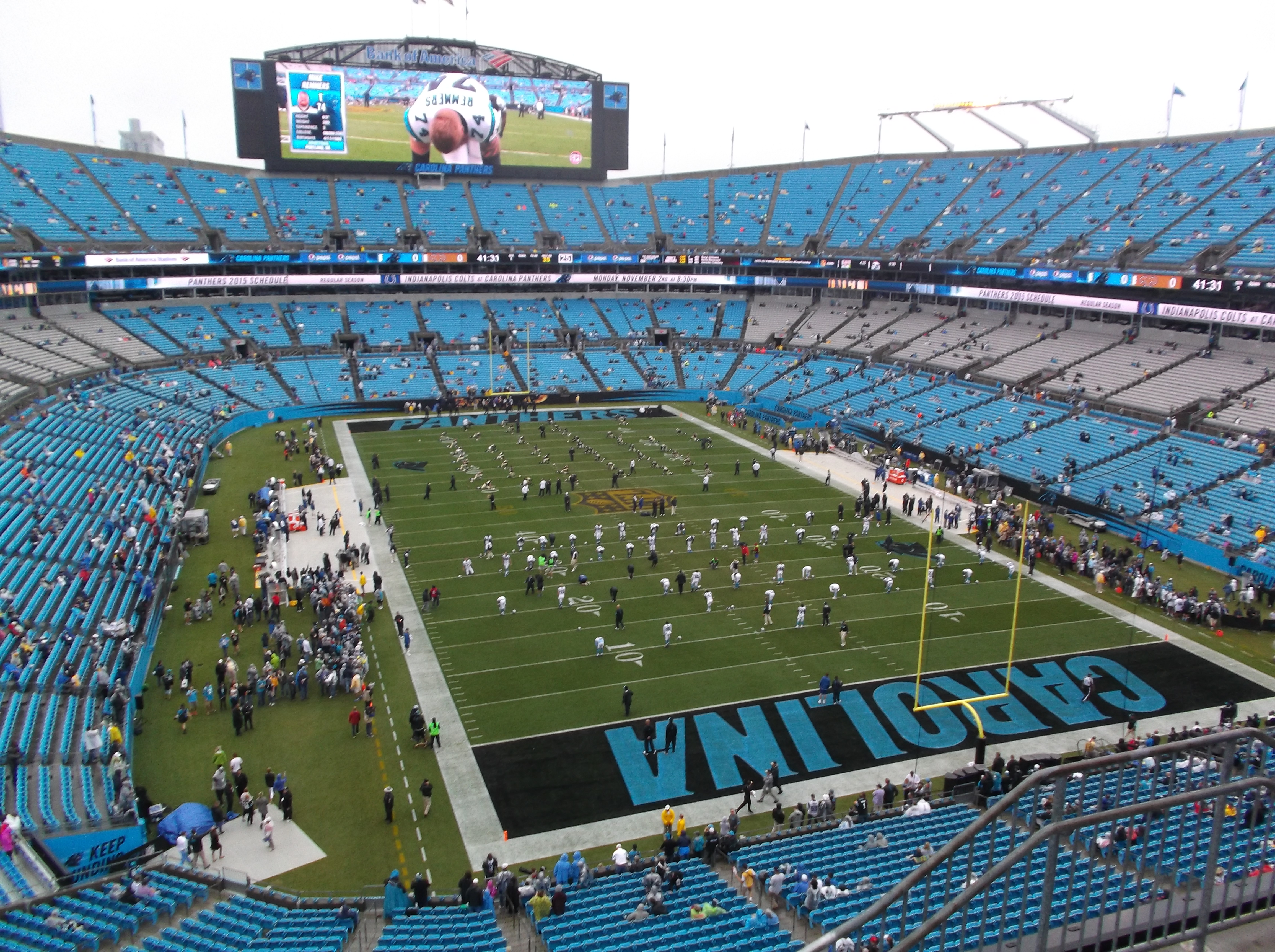
Bank of America Staduim i Charlotte är hemmaarena för Carolina Panthers.

- NFL - amerikansk fotboll
  - Carolina Panthers
- NHL - ishockey
  - Carolina Hurricanes
- NBA - basketboll
  - Charlotte Hornets

## Kända personer från North Carolina
- Tori Amos, sångerska, pianist och kompositör.
- Earl Scruggs, banjospelare
- Ryan Adams, singer-songwriter
- Chris Daughtry, rocksångare, låtskrivare och giarrist
- Dale Earnhardt, racerförare
- John Edwards, politiker, demokratisk vicepresidentkandidat 2004 (men född i South Carolina)
- Ava Gardner, skådespelare
- Billy Graham, evangelist
- Kathryn Grayson, skådespelerska
- Andrew Johnson, president nr 17
- Barbara Loden, skådespelerska och regissör
- Thelonious Monk, pianist och kompositör
- James K. Polk, president nr 11
- Jaime Pressly, skådespelare och modell
- Randy Travis, countrysångare
- Eunice Waymon alias Nina Simone, pianist och sångerska
- James E. Webb, Nasa-chef